# Катаріна Барлі
Катарі́на Ба́рлі (нім. Katarina Barley, транск. [ˈbɑːli]; 19 листопада 1968, Кельн) — німецько-британська юристка і політична діячка, з 2013 по 2019 роки — членкиня Бундестагу. З 2 липня 2019 року Барлі — депутатка Європейського парламенту дев'ятого скликання, 3 липня 2019 року обрана заступницею голови Європейського парламенту.
До того Барлі обіймала посаду міністерки у справах сім'ї, літніх громадян, жінок та молоді (червень 2017—березень 2018), міністерки праці та соціальних питань у третьому уряді Анґели Меркель (вересень 2017—березень 2018) та міністерки юстиції та прав захисту споживачів у четвертому уряді Анґели Меркель (березень 2018—червень 2019).

## Походження, навчання та кар'єра
Барлі — дочка британського редактора «Німецької хвилі» (Deutsche Welle) та німецької лікарки — закінчила гімназію в Роденкірхені у Кельні. Після успішної здачі іспитів вступила до Марбурзького університету та продовжила навчання по обміну в Університеті Париж XI, де у 1990 році отримала диплом з французького права — Diplôme de droit français. Після першого державного іспиту в 1993 році Барлі розпочала роботу над докторською дисертацією з професором Бодо П'єрот у Мюнстерському університеті, яку вона закінчила у 1998 році.
Після другого державного іспиту в 1998 році Барлі спочатку працювала адвокаткою у великій гамбурзькій юридичній фірмі з медичного права, після чого вона змінила роботу і почала працювати науковою співробітницею в ландтазі землі Рейнланд-Пфальц. Опісля Барлі працювала науковою співробітницею Федерального конституційного суду з Ренатою Єґер, пізніше — суддею в земельному суді Тріра, а також в участковому суді Віттліха. З 2008 року до виборів у Бундестаг Барлі працювала референткою в земельному Міністерстві юстиції та захисту прав споживачів у Майнці, співпрацюючи з такими міністрами як Гайнцом Ґеорґом Бамберґером та Йохеном Гартлоффом. З 2010 року Барлі є членкинею земельної консультативної ради державних службовців у профспілці ver.di.

## Особисте життя
Барлі розлучена, має двох синів. Проживає разом з Марком ван ден Берґом.

## Політична кар'єра
У 1994 році у 26-річному віці Катаріна Барлі стала членкинею Соціал-демократичної партії Німеччини (СДП). З 2005 по 2016 роки вона належала до регіональної ради правління СДП району Трір-Саарбург, а з 2010 року стала головою ради правління. З 2017 року Барлі — член федеральної ради правління СДП.
На початку листопада 2015 року колишній голова ради правління СДП — Зіґмар Ґабрієль — запропонував кандидатуру Барлі на посаду генеральної секретарки СДП. 11 грудня 2015 року на партійному з'їзді СДП Барлі отримала 93 % голосів делегатів з'їзду та стала наступницею Ясмін Фагімі. У квітні 2016 року Барлі запропонувала кандидатуру Юліане Зайферт з державної канцелярії землі Рейнланд-Пфальц на вільну посаду управительки СДП, що пустувала з 2012 року. З 2016 року Барлі є федеральною представницею у раді другого державного телеканалу — ZDF.

### Депутатка у Бундестазі (2013—2019)
На парламентських виборах 2013 року Барлі балотувалася в одномандатному виборчому 204-му окрузі (Трір) та отримала 31,1 % голосів. Вона пройшла до Бундестагу, будучи 7-ю у списках СДП.
У фракції СДП Барлі належала до парламентських лівих.
На парламентських виборах 24 вересня 2017 року Барлі програла вибори в одномандатному 203-му окрузі (Трір), отримавши 33,7 % голосів; перемогу здобув кандидат від ХДС Андреас Штейер, набравши 37,9 % голосів виборців. Утім, Катаріна Барлі пройшла в Бундестаг, зайнявши 3-є місцем у партійному списку в районі Трір-Саарбург.
Після виборів до Європейського парламенту в 2019 році Барлі повідомила президенту Німеччини про зречення свого мандату депутатки Бундестагу, який завершився 1 липня 2019 року. Її наступницею стала Ізабель Макензен.

### Міністр у справах сім'ї, літніх громадян, жінок та молоді (2017—2018)
2 червня 2017 року Катаріна Барлі була призначена міністеркою у справах сім'ї, літніх громадян, жінок та молоді у третьому уряді Анґели Меркель та передала свій пост генеральної секретарки СДП. Вона стала наступницею Мануели Швезіг, яка заступила на пост міністр-президента землі Мекленбург-Передня Померанія після відставки Ервіна Зеллерінґа. Барлі виконувала міністерські обов'язки до присяги нового четвертого уряду Анґели Меркель 14 березня 2018 року.
28 вересня 2017 року президент Німеччини Штайнмаєр звільнив з посади міністерку праці та соціальних питань Андреа Налес за її проханням, так як вона була обрана лідеркою фракції СДП у Бундестазі. Глава уряду Ангела Меркель попросила Катаріну Барлі прийняти другий міністерський портфель на додаток до вже наявного.

### міністр юстиції та прав захисту споживачів (2018—2019)
14 березня 2018 року Федеральний президент Німеччини Франк-Вальтер Штайнмаєр призначив Катаріну Барлі на посаду міністра юстиції та прав захисту споживачів Німеччини у четвертому уряді Анґели Меркель.

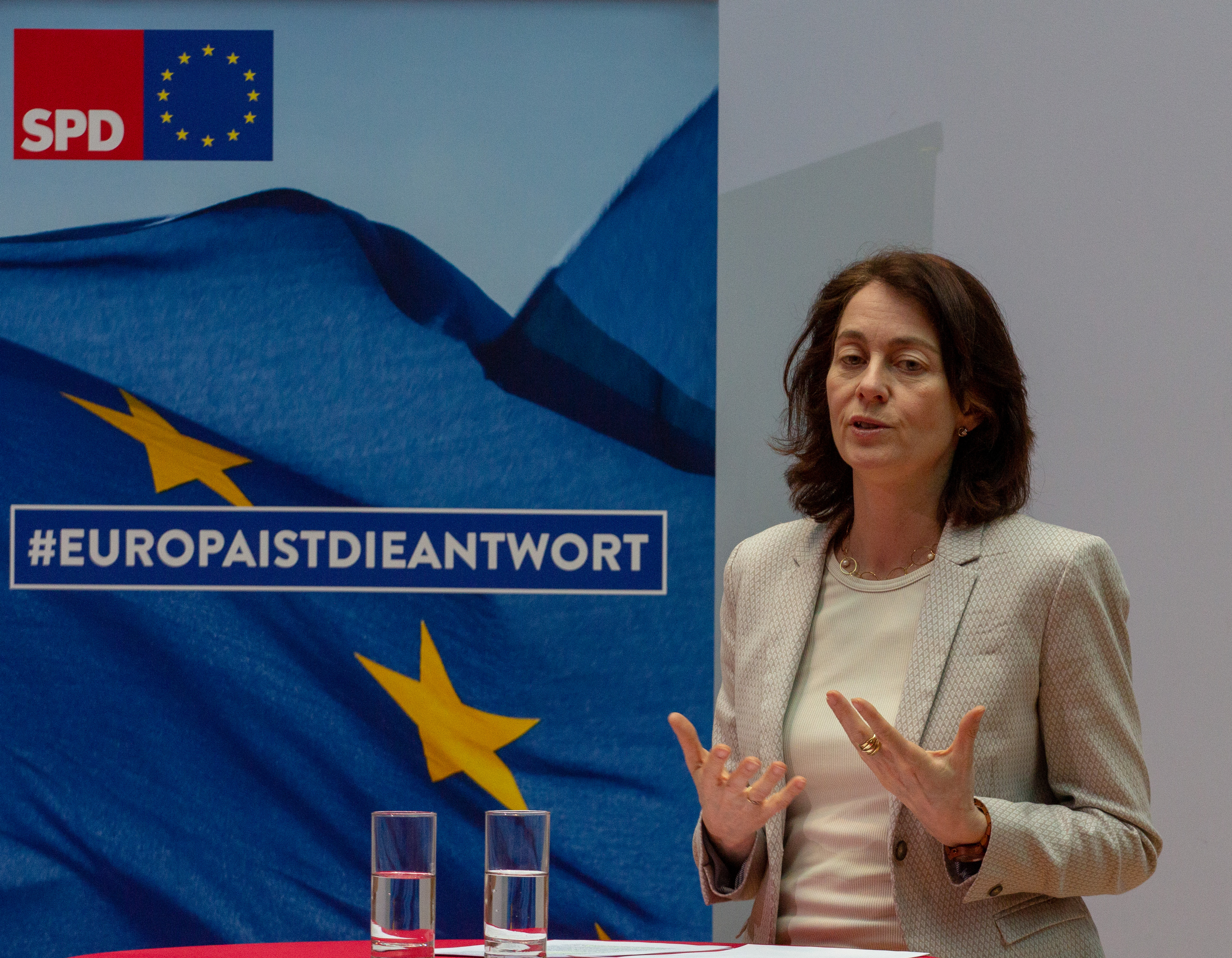
Катаріна Барлі, 2019 рік

17 жовтня 2018 року президія СДП разом з Удо Булльманном одноголосно номінувала Катаріну Барлі головною кандидаткою на вибори до Європейського парламенту, куди вона була обрана у 2019 році. Ще до виборів Барлі повідомила, що залишає свій міністерський пост, незважаючи на майбутні результати. 27 червня 2019 року вона була звільнена з посади міністра юстиції та прав захисту споживачів, її наступницею стала Крістіне Ламбрехт.

### Депутатка в Європейському парламенті (з 2019)
2 липня 2019 Барлі отримала мандат Європейського парламенту дев'ятого скликання, 3 липня 2019 року вона була обрана заступницею голови Європейського парламенту. Барлі належить до постійного складу комітету з громадських прав, юстиції та внутрішніх справ, а також бере участь у комітеті з закордонних справ.

## Переконання
У лютому 2017 року Катаріна Барлі опублікувала у виданні «The European» статтю під назвою «Europa ist unsere Zukunft» («Європа — наше майбутнє»), в якій, пояснюючи особисте ставлення до цієї теми, торкнулася історії своєї родини. За словами Барлі, її батько народився в Лінкольнширі в 1935 році й в дитинстві любив спостерігати за бомбардувальниками, які злітали з побудованого неподалік аеродрому. Можливо, він бачив і літаки, які вирушали на бомбардування Дрездена в 1945 році, в ході якого ледь не загинула родина її матері, і Барлі згадала про це, як одну з головних причин своєї прихильності ідеалам єдиної та мирної Європи.